# Francisco Reyes Morandé
Eugenio Francisco Reyes Morandé (Santiago, 6 de julio de 1954) es un actor y director de teatro chileno. Actualmente es vicepresidente del directorio de la Fundación Teatro a Mil.  
Comenzó en la industria televisiva durante los años 1990, donde es conocido por colaborar con el director Vicente Sabatini durante la Época de Oro de las teleseries del canal estatal. Se convirtió en uno de los intérpretes más reconocidos de su país, y el actor con mayor protagonismo de Televisión Nacional hasta 2019.

## Biografía
Nacido el 6 de julio de 1954 en Santiago. Hijo de Carlos José Reyes Reyes; gerente secretario general del Banco Central de Chile y militante del Partido Demócrata Cristiano (DC), y de María Ester Morandé Bascuñan. Es el menor de cinco hijos.  
Cursó sus estudios escolares básicos y medios en el Colegio del Verbo Divino. Ingresó a estudiar Arquitectura en la Pontificia Universidad Católica de Chile (PUC), egresando como arquitecto en 1979, la cual no rindió el examen profesional, debido a su interés por las artes escénicas y musicales, y posterior colaboración con la Escuela de Teatro de la misma casa universitaria. Reyes integró el Grupo Taller 666 entre 1976 y 1977 dirigido por Fernando González Mardones.

## Carrera artística
Debutó con la obra Auge y caída de la ciudad de Mahagonny de Bertolt Brecht, producida por el Grupo Goethe.
En 1983 y 1984, Reyes obtuvo residencia en París, junto a Carmen Romero Quero, quienes colaboraron estrechamente en el área de producción de la compañía de teatro Festival de Otoño de París.
De regreso a Chile, trabajó arduamente en obras de teatro, de compañías independientes. En este período, fortaleció su tendencia política contra la dictadura cívico-militar de Augusto Pinochet. En los años siguientes, se adjudicó la realización semanal de la cartelera del diario Fortín Mapocho, medio de prensa escrita independiente, opositora al régimen de Pinochet.
Su debut en televisión se gestionó tras un casting que dictó la PUC en el área de educación televisiva, siendo seleccionado para protagonizar diversos capítulos de Teleduc en Canal 13. En él, actuó por primera vez con Claudia Di Girolamo, con quien conformaría una de las icónicas duplas en televisión, en los siguientes años.
Su primera incursión en ficción, fue en la miniserie dirigida por Vicente Sabatini, Teresa de los Andes (1989) en Televisión Nacional. En la miniserie, obtiene un papel secundario encarnando a Miguel Fernández del Solar, hermano de Sor Teresita, interpretada por Paulina Urrutia. Posteriormente, Sonia Fuchs, lo convocó en el ciclo unitarios de Corín Tellado: Mis Mejores Historias de Amor (1990), donde obtiene muy buenas críticas al interior del canal estatal. Si bien, en esta época era Osvaldo Silva, el actor protagonista con más popularidad de las teleseries en el canal, Reyes comenzó a ascender paulatinamente en los años siguientes.
Su debut en las telenovelas llegó en el mismo año, cuando se presentó como uno de los actores estelares de la médica El milagro de vivir, de la cadena Televisión Nacional. Al año siguiente, se integra permanentemente al reparto del director Vicente Sabatini y logra su primer papel protagónico en el género, junto a Claudia Di Girolamo, en el drama político, Volver a empezar (1991), iniciando la más icónica dupla de las producciones del canal estatal y se transforman en los actores mejores pagados de la industria. En la producción, el actor interpreta a un joven liberal y distribuidor de películas europeas, quien se vincula a dos mujeres; sexualmente a una psicopática mujer mayor y sentimentalmente a una sumisa joven mujer –interpretadas por Shlomit Baytelman y Di Girolamo, respectivamente–.
En 1992, protagoniza la exitosa Trampas y caretas, compartiendo créditos con Di Girolamo, Sonia Viveros, Bastián Bodenhöfer y Yael Unger. En dicha producción, encarna a Maximiliano Cruchaga, uno de los hijos de Carmen Mackenna (Unger) que solo quiere que sus hijos se casen y ella contacta a Mariana Ríos (Di Girolamo) para tener la misión de enamorar tanto a Max como a su hermano Luis Felipe (Bodenhöfer).
Entre 1995 y 2005 colaboró estrechamente con el director Vicente Sabatini, quien lo posicionó como actor protagónico de plena Época de Oro de Televisión Nacional, con títulos como Estúpido cupido, Sucupira, Oro verde, Iorana, La fiera, Romané, Pampa Ilusión, Puertas adentro, Los Pincheira, Los Capo, Cómplices, entre otras.
En 2003 protagonizó la película Subterra de Marcelo Ferrari, y al año siguiente, participó en Machuca de Andrés Wood y en Días de campo de Raul Ruiz. 
En 2009 participó en Dónde está Elisa bajo las órdenes de María Eugenia Rencoret, quien resurgió su carrera en televisión. 
Desde 2010 comenzó a tener roles más maduros. En 2011 protagonizó la serie dramática Prófugos de HBO, dirigida por Pablo Larraín. Paralelamente participó en diversas telenovelas, títulos como Pobre rico y Vuelve temprano. También fortaleció su presencia en el teatro junto a su esposa Carmen Romero en Festival Internacional Santiago a Mil.
En 2017 protagonizó con Daniela Vega, Una mujer fantástica, ganadora del premio Óscar a mejor película de habla no inglesa.
En 2019, después de 30 años, se anunció su salida de Televisión Nacional de Chile, lugar donde junto a Di Girolamo, Bastián Bodenhöfer y Álvaro Rudolphy fueron los principales actores de la cadena estatal y los mejores pagados de la televisión chilena. Días después se hizo oficial su llegada a Mega, siendo la teleserie vespertina Yo soy Lorenzo la primera de su nuevo canal en la que participa.

## Vida personal
En pareja desde el 1983, con Carmen Romero Quero, con quien tiene tres hijos: Rocío Reyes Romero; cantante lírica, Ismael Reyes Romero;  artista visual y Elisa Reyes Romero; cineasta. Anteriormente a su segundo matrimonio, tuvo dos hijos; Simón Reyes Oliva; filósofo, y Gabriel Reyes Oliva;  artista visual.

## Vida política
Desde joven fue simpatizante de la Unidad Popular. Participó activamente contra la dictadura de Augusto Pinochet, tanto en Chile como en Francia. Apoyó públicamente a las candidaturas presidenciales de la Concertación de Partidos por la Democracia; tales como Eduardo Frei Ruiz-Tagle (en dos ocasiones), Ricardo Lagos y Michelle Bachelet (en dos ocasiones). También se ha mostrado a favor de las campañas de Marco Enríquez-Ominami, Alejandro Guillier y Gabriel Boric. En 2021, declaró que había sido un error haber apoyado la segunda campaña presidencial de Frei. En materia cultural, ha interpelado a actores y artistas de derecha.
Se inscribió como candidato independiente a las elecciones de convencionales constituyentes de 2021 en representación del distrito n° 8 (correspondiente a las comunas de Colina, Lampa, Pudahuel, Quilicura, Tiltil, Cerrillos, Estación Central y Maipú), formando parte del pacto Lista del Apruebo. No resultó electo.

## Filmografía
| Año  | Título                        | Papel              | Director                |
| ---- | ----------------------------- | ------------------ | ----------------------- |
| 1987 | Sussi                         | —                  | Gonzalo Justiniano      |
| 1989 | El ciclista del San Cristóbal | Manterola          | Peter Lilienthal        |
| 1990 | La novela errante             | Franklin           | Raúl Ruiz               |
| 1990 | Hay algo allá afuera          | Daniel             | Pepe Maldonado          |
| 1996 | Mi último hombre              | Álvaro             | Tatiana Gaviola         |
| 1997 | Docteur Chance                | Georg Trakl        | Frédéric-Jacques Ossang |
| 1998 | Enemigo de mi enemigo         | Pascal             | Gustavo Graef Marino    |
| 1999 | La chica del Crillón          | Ramón Ortega       | Alberto Daiber          |
| 1999 | Misa de réquiem               | Padre Miguel       | Alberto Daiber          |
| 2000 | Juan Fariña                   | Juan Fariña        | Marcelo Ferrari         |
| 2003 | El nominado                   | Patricio           | Ignacio Argiro          |
| 2003 | Subterra                      | Fernando Gutiérrez | Marcelo Ferrari         |
| 2003 | El visitante nocturno         | Bruno Delmas       | Pepe Maldonado          |
| 2004 | Machuca                       | Patricio Infante   | Andrés Wood             |
| 2004 | Días de campo                 | Chadián            | Raúl Ruiz               |
| 2008 | Secretos                      | Gregorio Liborio   | Valeria Sarmiento       |
| 2015 | El club                       | Padre Alfonso      | Pablo Larraín           |
| 2016 | Neruda                        | Bianchi            | Pablo Larraín           |
| 2017 | Una mujer fantástica          | Orlando Onetto     | Sebastián Lelio         |
| 2023 | Martínez                      | Martínez           | Lorena Padilla          |
| 2023 | El vacío                      | —                  | Gustavo Graef Marino    |

| Año  | Título               | Papel                | Director            |
| ---- | -------------------- | -------------------- | ------------------- |
| 1988 | Ángeles              | Juan Segovia Cáceres | Tatiana Gaviola     |
| 1995 | El tren del desierto | Periodista           | Cristián Leighton   |
| 2002 | Latente              | —                    | Javier Leiva        |
| 2018 | Sr. Larraín          | Santiago Larraín     | Gonzalo Menéndez    |
| 2021 | Mi papá azul         | Voz                  | Catalina Etcheverry |
| 2022 | La mecha             | —                    | Nicholas Hooper     |

## Televisión
| Año       | Título                 | Papel                                                  | Canal    |
| --------- | ---------------------- | ------------------------------------------------------ | -------- |
| 1990      | El milagro de vivir    | Ricardo Gómez                                          | TVN      |
| 1991      | Volver a empezar       | Martín Barnes                                          | TVN      |
| 1992      | Trampas y caretas      | Maximiliano Cruchaga                                   | TVN      |
| 1993      | Jaque mate             | Nicolás Belmar                                         | TVN      |
| 1994      | Rompe corazón          | Pablo Sierra                                           | TVN      |
| 1995      | Estúpido cupido        | Jaime Salvatierra                                      | TVN      |
| 1996      | Sucupira               | Esteban Onetto                                         | TVN      |
| 1997      | Oro verde              | Diego Valenzuela                                       | TVN      |
| 1998      | Iorana                 | Fernando Balbontín / Arístides Concha / Antoine Dumond | TVN      |
| 1999      | La fiera               | Martín Echaurren                                       | TVN      |
| 2000      | Romané                 | Juan Bautista Domínguez                                | TVN      |
| 2001      | Pampa ilusión          | José Miguel Inostroza                                  | TVN      |
| 2003      | Puertas adentro        | José Cárdenas                                          | TVN      |
| 2004      | Los Pincheira          | Miguel Molina                                          | TVN      |
| 2005      | Los Capo               | Giorgio Capo                                           | TVN      |
| 2006      | Cómplices              | Harvey Slater                                          | TVN      |
| 2007      | Corazón de Maria       | Mateo García                                           | TVN      |
| 2008      | Viuda alegre           | Santiago Balmaceda / Simón Díaz                        | TVN      |
| 2009      | ¿Dónde está Elisa?     | Bruno Alberti                                          | TVN      |
| 2009–2010 | Conde Vrolok           | Froilán Donoso                                         | TVN      |
| 2011      | El laberinto de Alicia | Manuel Inostroza                                       | TVN      |
| 2012–2013 | Pobre rico             | Máximo Cotapos                                         | TVN      |
| 2014      | Vuelve temprano        | Santiago Goycolea                                      | TVN      |
| 2015      | Matriarcas             | Gary Méndez                                            | TVN      |
| 2017–2018 | Dime quién fue         | Manuel Silva                                           | TVN      |
| 2019      | Amar a morir           | Nicolás Vidal                                          | TVN      |
| 2019–2020 | Yo soy Lorenzo         | Ernesto Orellana                                       | Mega     |
| 2022–2023 | La ley de Baltazar     | Baltazar Rodríguez                                     | Mega     |
| 2023–2024 | Generación 98          | Arturo Bulnes                                          | Mega     |
| 2024      | Secretos de familia    | Octavio Cruchaga                                       | Canal 13 |
| 2024–2025 | Los Casablanca         | Raimundo Casablanca                                    | Mega     |
| 2025–2026 | Reunión de superados   | Jaime Astaburuaga                                      | Mega     |

| Año       | Título                                       | Papel                  | Canal       |
| --------- | -------------------------------------------- | ---------------------- | ----------- |
| 1989      | Teresa de los Andes                          | Miguel Fernández       | TVN         |
| 1990      | Corín Tellado: Mis mejores historias de amor | Alex Murillo / Marcelo | TVN         |
| 1998-1999 | Sucupira, la comedia                         | Esteban Onetto         | TVN         |
| 2002      | La vida es una lotería                       | Ángel Fuentes          | TVN         |
| 2005      | Justicia para todos 2                        | Felipe Ortúzar         | TVN         |
| 2007      | La recta provincia                           | —                      | TVN         |
| 2011-2013 | Prófugos                                     | Óscar Salamanca        | HBO         |
| 2012      | El diario secreto de una profesional         | Él mismo               | TVN         |
| 2014      | Los archivos del cardenal 2                  | Eduardo Varela         | TVN         |
| 2017      | 62: Historia de un mundial                   | Jorge Alessandri       | TVN         |
| 2018      | Casa de Angelis                              | Jacobo Rubinstein      | TVN         |
| 2020      | La jauría                                    | Emilio Belmar          | Prime Video |
| 2020      | El presidente                                | Cristián Varela        | Prime Video |

#### Programas
- 1990: De lo bueno Coco (Megavisión) - varios personajes
- 1993: Festival Internacional de la Canción de Viña del Mar (TVN) - Jurado
- 2011: Frontera Azul (TVN) - Conductor
- 2013: Sin maquillaje (TVN) - Invitado
- 2024: Got Talent Chile (Chilevisión) - Jurado

## Teatro
- El tony chico (1993)
- Historia de la sangre (1991-1992)
- Patas de perro 2000
- Enrique por Lihn 2001
- Eva Perón 2002
- El campo 2004
- Dejála sangrar 2005
- Copenhague 2006
- Criminal 2007
- Filotas 2007
- Pancho Villa 2008
- El Paraíso 2009
- Amledi, el tonto 2011
- Yorick, la historia de Hamlet 2014
- La gaviota 2018
- La Desobediencia de Marte 2018
- Lear, el rey y su doble 2019

## Premios y nominaciones

### Premios
- 1995: Premio TV Grama - Mejor actor popular por Estúpido cupido
- 2000: Premio TV Grama - Mejor actor popular por Romané
- 2006: Copihue de Oro - Mejor actor popular por Cómplices

### Nominaciones
- 1999: nominación Premio TV Grama - Mejor actor popular por La Fiera
- 2003: nominación Premio TV Grama - Mejor actor popular por Puertas adentro
- 2003: nominación Premio APES - Mejor actor de cine por Sub Terra
- 2005: nominación Premio Altazor - Mejor actor de teatro por Copenhague
- 2009: nominación Copihue de Oro - Mejor actor popular por ¿Dónde está Elisa?
- 2012: nominación Copihue de Oro - Mejor actor popular por Pobre rico
- 2012: nominación Golden Nymph - Mejor actor en serie en drama por Prófugos
- 2014: nominación Premio TV Grama - Mejor actor popular por Vuelve temprano
- 2015: nominación Copihue de Oro - Mejor actor popular por Matriarcas
- 2018: nominación Actors Awards - Mejor actor de soporte por Sr. Larraín
- 2023: nominación Premio Caleuche - Mejor actor protagónico en teleserie por La ley de Baltazar
- 2025: nominación Premio Caleuche - Mejor actor protagónico en teleserie por Secretos de familia

## Reconocimientos
- Elegido por la lista 10 de Chile Elige como el Mejor actor chileno de todos los tiempos en 2006.
- Nombrado por El Mercurio como el Mejor actor de los primeros cincuenta años de la televisión chilena en 2007.[19]

## Historial electoral

### Elecciones de convencionales constituyentes de 2021
- Elecciones de convencionales constituyentes de 2021, para convencional constituyente por el Distrito 8 (Maipú, Pudahuel, Cerrillos, Estación Central, Quilicura, Colina, Lampa y Tiltil)[20]

| Candidato                        | Pacto                                 | Partido | Votos   | %    | Resultados                 |
| -------------------------------- | ------------------------------------- | ------- | ------- | ---- | -------------------------- |
| Daniel Stingo Camus              | Apruebo Dignidad                      | ILYQ    | 111 482 | 24.7 | Convencional Constituyente |
| Bernardo De La Maza Bañados      | Vamos por Chile                       | ILXP    | 28 294  | 6.3  | Convencional Constituyente |
| Marco Antonio Arellano Ortega    | La Lista del Pueblo                   | ILZN    | 20 345  | 4.5  | Convencional Constituyente |
| María Magdalena Rivera Iribarren | La Lista del Pueblo                   | ILZN    | 18 671  | 4.1  | Convencional Constituyente |
| Karen Orellana Sullivan          | La Lista del Pueblo                   | ILZN    | 13 090  | 2.8  |                            |
| Mario Aguilar Arévalo            | Independientes y Movimientos Sociales | ILYU    | 12 108  | 2.7  |                            |
| Francisco Reyes Morandé          | Lista del Apruebo                     | ILYB    | 11 653  | 2.6  |                            |
| Claudia Figueroa Sepúlveda       | La Lista del Pueblo                   | ILZN    | 11 513  | 2.5  |                            |
| Valentina Miranda Arce           | Apruebo Dignidad                      | PCCh    | 10 922  | 2.4  | Convencional Constituyente |
| Bessy Gallardo Prado             | Lista del Apruebo                     | ILYB    | 9596    | 2.1  | Convencional Constituyente |
| Tatiana Urrutia Herrera          | Apruebo Dignidad                      | RD      | 4448    | 1.0  | Convencional Constituyente |
| Andrés Giordano Salazar          | Apruebo Dignidad                      | ILYQ    | 3314    | 0.7  |                            |